# 珍珠猪毛菜
珍珠猪毛菜（学名：Salsola passerina）为苋科猪毛菜属的植物。分布于蒙古以及中国大陆的宁夏、内蒙古、青海、甘肃等地，生长于海拔2,600米至3,200米的地区，常生长在山坡或砾质滩地，目前尚未由人工引种栽培。

## 别名
珍珠（中国高等植物图鉴）